# All Souls College
 (avril 2020).
Si vous disposez d'ouvrages ou d'articles de référence ou si vous connaissez des sites web de qualité traitant du thème abordé ici, merci de compléter l'article en donnant les références utiles à sa vérifiabilité et en les liant à la section « Notes et références ».
The College of All Souls of the Faithful Departed, of Oxford, mieux connu sous le nom de All Souls College, est l'un des collèges fédérés de l'université d'Oxford, au Royaume-Uni.

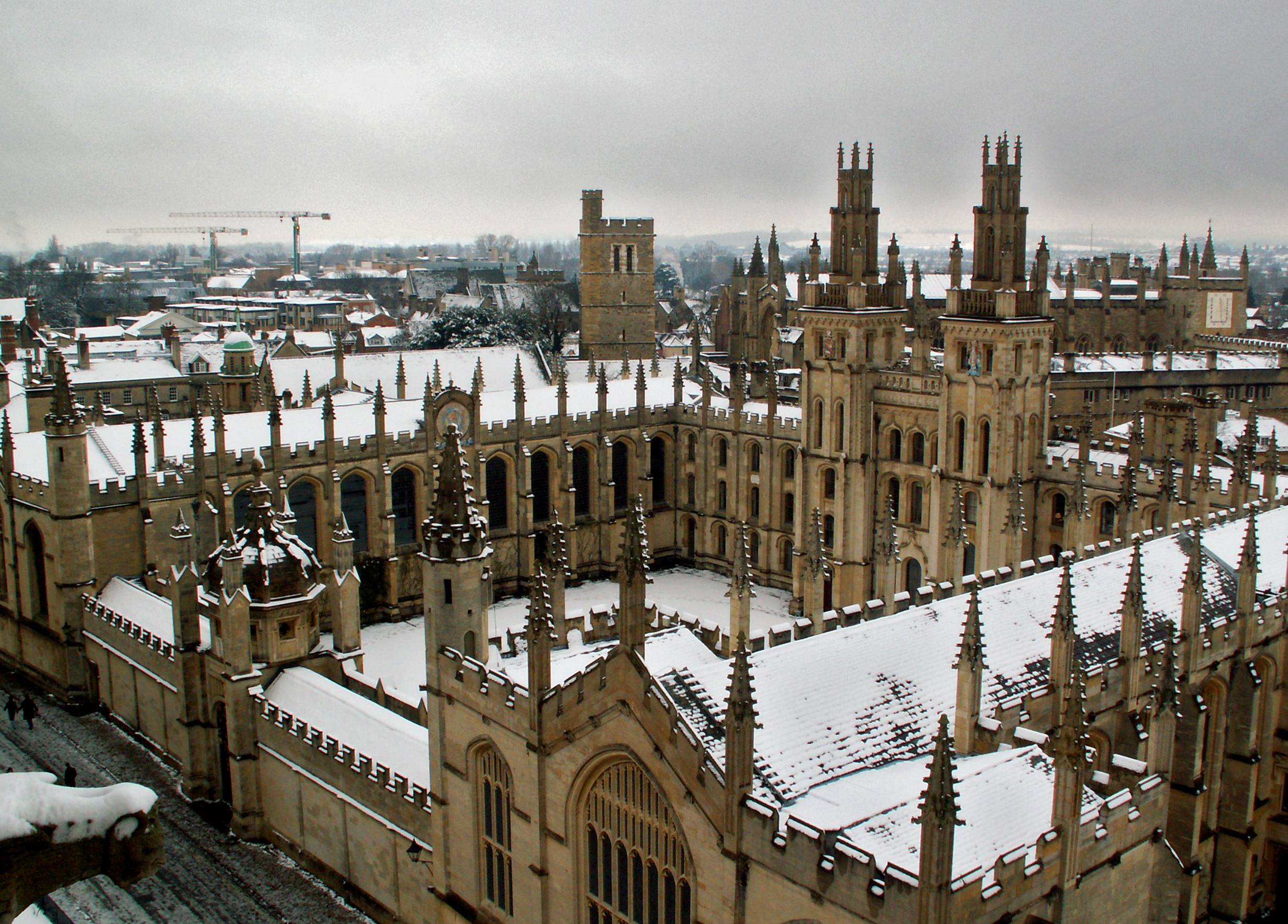
Le collège dAll Souls sous la neige.

All Souls est un collège particulier à Oxford car tous ses membres sont automatiquement fellows, c’est-à-dire membres du conseil dirigeant le collège.
Chaque année, parmi les undergraduates (étudiants préparant le bachelor's degree) qui passent leur diplôme de fin d’études, ceux ayant les meilleurs résultats sont invités à passer un concours particulier pour devenir fellow d’All Souls. Deux seulement sont élus chaque année. C’est pourquoi être fellow d’All Souls est vu au Royaume-Uni comme l’un des plus grands honneurs universitaires. Ces fellows sont connus sous le nom de Prize Fellows, la durée de leur fonction est de sept ans, et ils sont à peu près une douzaine dans le collège en même temps. Les autres catégories sont celles de Senior Research Fellows , University Academic Fellows (qui détiennent en plus une chaire universitaire, comme le Chichele Professor for the History of War  ou le Marshal Foch Professor of French Literature)  Post-Doctoral Research Fellows, Fifty-Pound Fellows (ouvert seulement aux anciens fellows qui n’ont plus de poste à Oxford) et Distinguished Fellows.
All Souls est un des collèges les plus riches, avec une dotation financière estimée à 144 000 000 £ en 2003 (soit environ 213 millions d’euros).

## Histoire
Le collège a été fondé par Henri VI d'Angleterre et Henry Chichele, fellow de New College et archevêque de Cantorbéry), en 1438. Les statuts prévoyaient alors un directeur et quarante fellows — tous devant être ordonnés ; vingt-quatre d’entre eux étudiant les sciences humaines (arts), la philosophie et la théologie : et seize se consacrant au droit civil et canonique. Aujourd’hui, le collège avant tout un lieu de recherches universitaires.

## Coutumes
Tous les cent ans, une fête commémorative a lieu au cours de laquelle les fellows paradent autour du collège avec des torches enflammées, chantant la chanson de Mallard menés pas un « Lord Mallard » qui est porté sur une chaise, à la recherche d’un canard colvert (mallard en anglais) fictif qui se serait envolé depuis les fondations du collège quand celui-ci fut construit. La dernière cérémonie a eu lieu en 2001, la prochaine aura donc lieu en 2101.
Refrain : « Hough the bloud of King Edward, By ye bloud of King Edward, It was a swapping, swapping mallard! ».

## Fellows
- Isaiah Berlin
- Peter Brown
- Gerald Cohen
- George Nathaniel Curzon
- Robert Gascoyne-Cecil (marquis de Salisbury)
- Reginald Heber (1793-1826), évêque de Calcutta
- Michael Howard
- Keith Joseph
- Leszek Kołakowski
- T. E. Lawrence
- Thomas Linacre
- Max Müller
- Derek Parfit
- Sarvepalli Radhakrishnan
- John Redwood
- Amartya Sen
- Jean Seznec
- Gilbert Sheldon
- Joseph E. Stiglitz
- Adam Thirlwell
- Richard Wilberforce
- Sir Bernard Williams
- Edward Frederick Lindley Wood (comte de Halifax)
- Catriona Seth